# Craig Edwards
Craig Edwards (Los Angeles, 19 maggio 1955) è un ex tennista statunitense.

## Carriera
In carriera ha vinto due titoli di doppio, il South Australian Open nel 1981 e lo Stuttgart Indoor  sempre nello stesso anno. Nei tornei del Grande Slam ha ottenuto il suo miglior risultato raggiungendo le semifinali di doppio agli Australian Open nel 1980, in coppia con il sudafricano Eddie Edwards.

## Statistiche

### Doppio

#### Finali perse (2)
| Numero | Anno            | Torneo                          | Superficie | Compagno      | Avversari in finale         | Punteggio     |
| 1.     | 11 gennaio 1981 | South Australian Open, Adelaide | Erba       | Eddie Edwards | Colin Dibley John James     | 3-6, 4-6      |
| 2.     | 29 marzo 1981   | Stuttgart Indoor, Stoccarda     | Cemento    | Eddie Edwards | Buster Mottram Nick Saviano | 6-3, 1-6, 2-6 |